# Genevieve Hannelius
Genevieve Knight Hannelius (professionellt känd som G. Hannelius), född 22 december 1998 i Boston, är en amerikansk skådespelerska och sångerska. Hon har bland annat spelat Dakota i Sonnys chans samt Jo i Lycka till Charlie!. Man kan också se henne som Avery Jennings i Dog With a Blog som sänds på Disney Channel.
Hennes far är svensk.

## Filmografi
TV
- 2009 – Surviving Suburbia
- 2009 – Hannah Montana
- 2009 – Rita Rocks
- 2009–2010 – Sonny with a Chance (sv.: Sonnys chans)
- 2010 – Den Brother
- 2010–2011 – Good Luck Charlie (sv.: Lycka till Charlie!)
- 2011 – I'm in the Band
- 2011 – Love Bites
- 2012–2015 – Dog with a Blog
- 2013 – Fish Hooks (sv.: På kroken)
- 2014 – Jessie
- 2014 – Sofia the First (sv.: Sofia den första)
- 2014–2015 – Wander Over Yonder
- 2016 – Roots
- 2017 – American Vandal
- 2019 – Timeline

### Filmroller
- 2009 – Black & Blue
- 2010 – The Search for Santa Paws
- 2011 – Spooky Buddies
- 2012 – Treasure Buddies
- 2012 – Santa Paws 2: The Santa Pups
- 2013 – Super Buddies
- 2018 – Sid is Dead
- 2020 – Day 13
- TBA – Along for the Ride

## Diskografi
Singlar
- 2011 – "Staying Up All Night"
- 2011 – "Two In a Billion"
- 2011 – "Just Watch Me"
- 2012 – "Sun In My Hand"
- 2012 – "Paper Cut"
- 2014 – "Moonlight"
- 2014 – "Stay Away"
- 2014 – "Friends Do" (från Dog With A Blog)
- 2014 – "4:45"
- 2016 – "Lighthouse"